# Eemshavencentrale

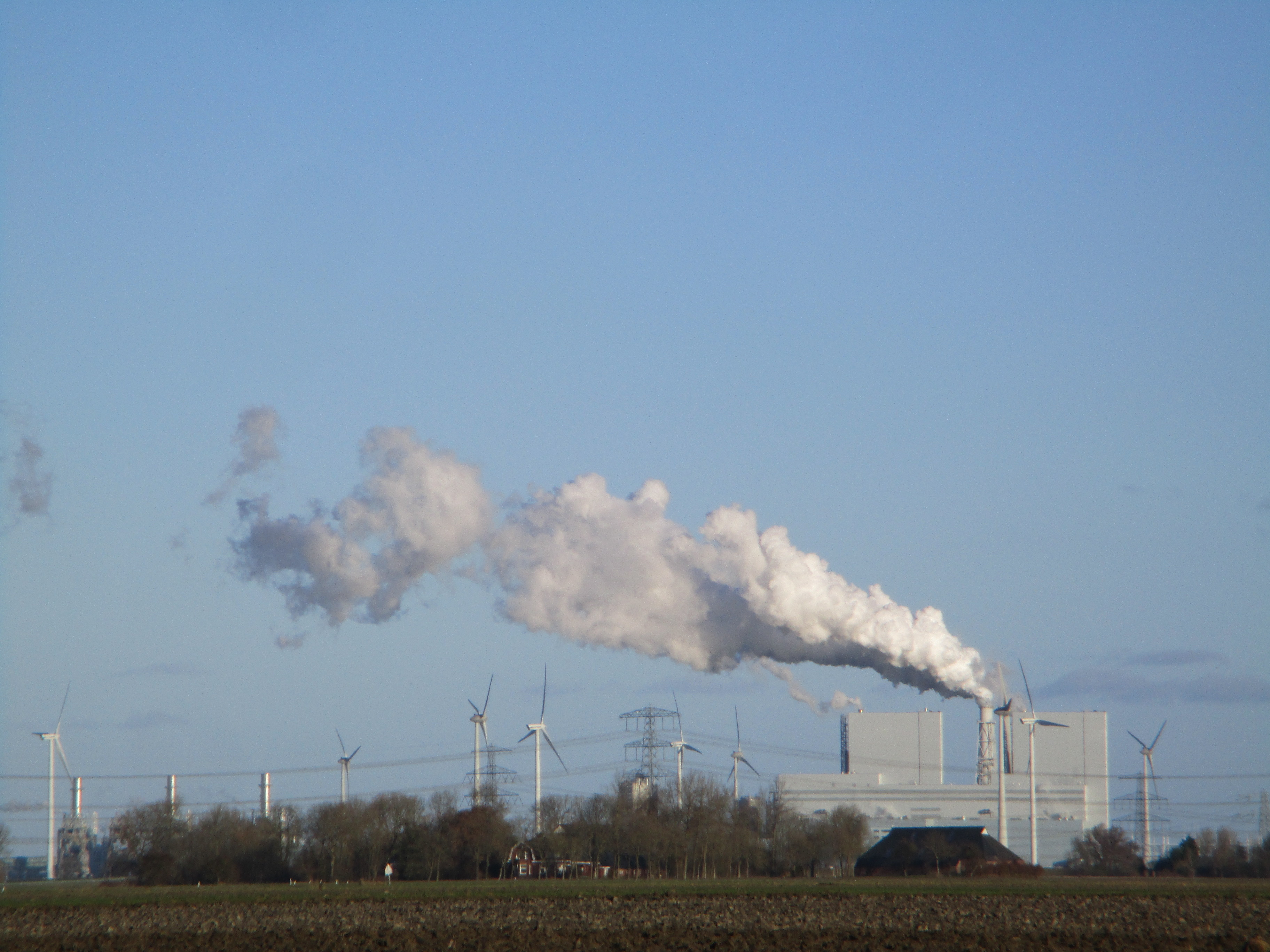
De Eemshavencentrale in 2016

De Eemshavencentrale is de grootste en een van de drie nieuwste kolencentrales van Nederland. Zij staat in de Eemshaven, in 2012 werd de bouwvergunning verleend, en deze werd in 2015 in bedrijf genomen.
De centrale heeft twee eenheden (A en B) met totaal een vermogen van 1560 megawatt (MW). De centrale heeft een rendement van 46%, dat is circa 10%-punt beter dan het gemiddelde van oudere Nederlandse kolencentrales. Een hoger rendement betekent dat er minder steenkool nodig is om dezelfde hoeveelheid energie op te wekken.
Er was flink verzet tegen de bouw van deze centrale. Een aangenomen motie van D66-Kamerleden Stientje van Veldhoven en Steven van Weyenberg op 26 november 2015 bepaalde dat alle kolencentrales op termijn moesten sluiten, ook de pas voltooide Eemshavencentrale, die ongeveer 1,5 miljard euro had gekost.

## Biomassa bijstook
Eind 2016 nam RWE een investeringsbesluit om vanaf het eerste halfjaar van 2019 circa 15% van de steenkool te vervangen door biomassa. Hiervoor worden geperste korrels hout uit speciale productiebossen in de Baltische Staten, Canada, Wit-Rusland, Rusland of Noord-Amerika ingezet. RWE krijgt hiervoor subsidie van het ministerie van Economische Zaken omdat biomassa duurder is dan kolen. Vanaf 2019 wordt jaarlijks 800.000 ton biomassa verstookt hetgeen volgens EU-regels en ook de IPCC richtlijnen als een CO2-reductie van 1,3 miljoen ton per jaar mag worden verrekend.
Activisten stellen dat om de 1,3 miljoen ton CO2-uitstoot per jaar over 8 jaar te compenseren er 64.000 hectare compensatiebos nodig is. Om dan alle CO2 opgenomen te krijgen die RWE in 8 jaar de atmosfeer in brengt, heeft een bos van zo'n oppervlakte 40 jaar nodig. Als gevolg daarvan wordt er door RWE in Eemshavencentrale geen CO2 bespaard, maar 10 megaton extra uitgestoten, stellen zij. Ook stellen zij dat onomstotelijk vaststaat dat bij de verbranding van hout meer CO2 vrij komt dan bij de verbranding van kolen of gas. Vergeleken met een aardgascentrale stoot een biomassacentrale bovendien veel meer fijnstof en ongeveer twee keer zoveel stikstof uit. Dit laatste geldt echter niet voor een moderne kolencentrale als de Eemshavencentrale die elektrostatische filtering toepast en 99,9% van fijnstof afvangt en daarnaast de NOx uit de rookgassen wast. De bewering gaat wel op voor kleinere installaties gericht op warmteopwekking. Op bosbouw gerichte wetenschappers, zoals van het Copernicus Instituut, zijn het oneens met de CO2 berekening van activisten en stellen dat er geen hectaren bomen worden verstookt maar dat de houtkorrels afkomstig zijn van resthout en houtafval uit productiebossen. Zij stellen dat het vervangen van fossiele koolstofuitstoot door koolstof uit de biologische kringloop tot een forse emissiereductie leidt, vooral als het bosoppervlak in beheerde productiebossen door duurzaam beheer meer groeit dan er voor hout gekapt wordt. Duurzaam bosbeheer is dan ook een eis voor subsidie van de Nederlandse overheid waar de Eemshavencentrale gebruik van maakt.
Met ingang van 2030 wordt steenkool als brandstof voor elektriciteitscentrales in Nederland verboden, RWE onderzoekt of de Eemshavencentrale dan sluit of omgebouwd wordt en doorgaat op biomassa als brandstof.

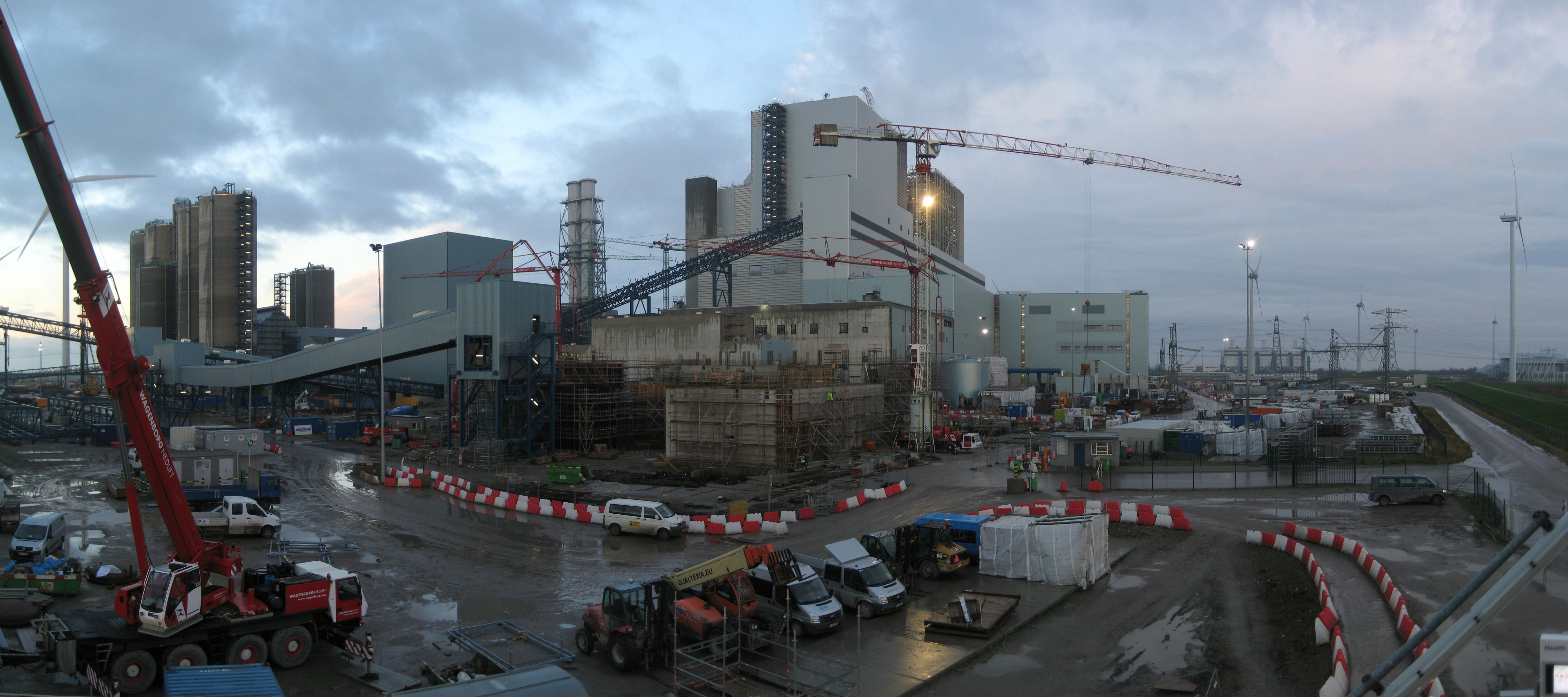
De Eemshavencentrale in aanbouw (november 2012)
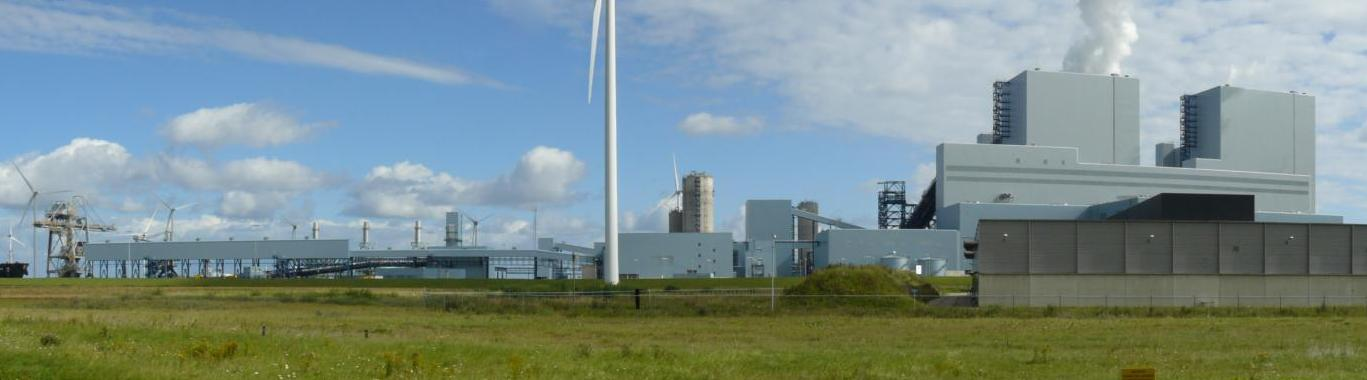
De Eemshavencentrale in 2017
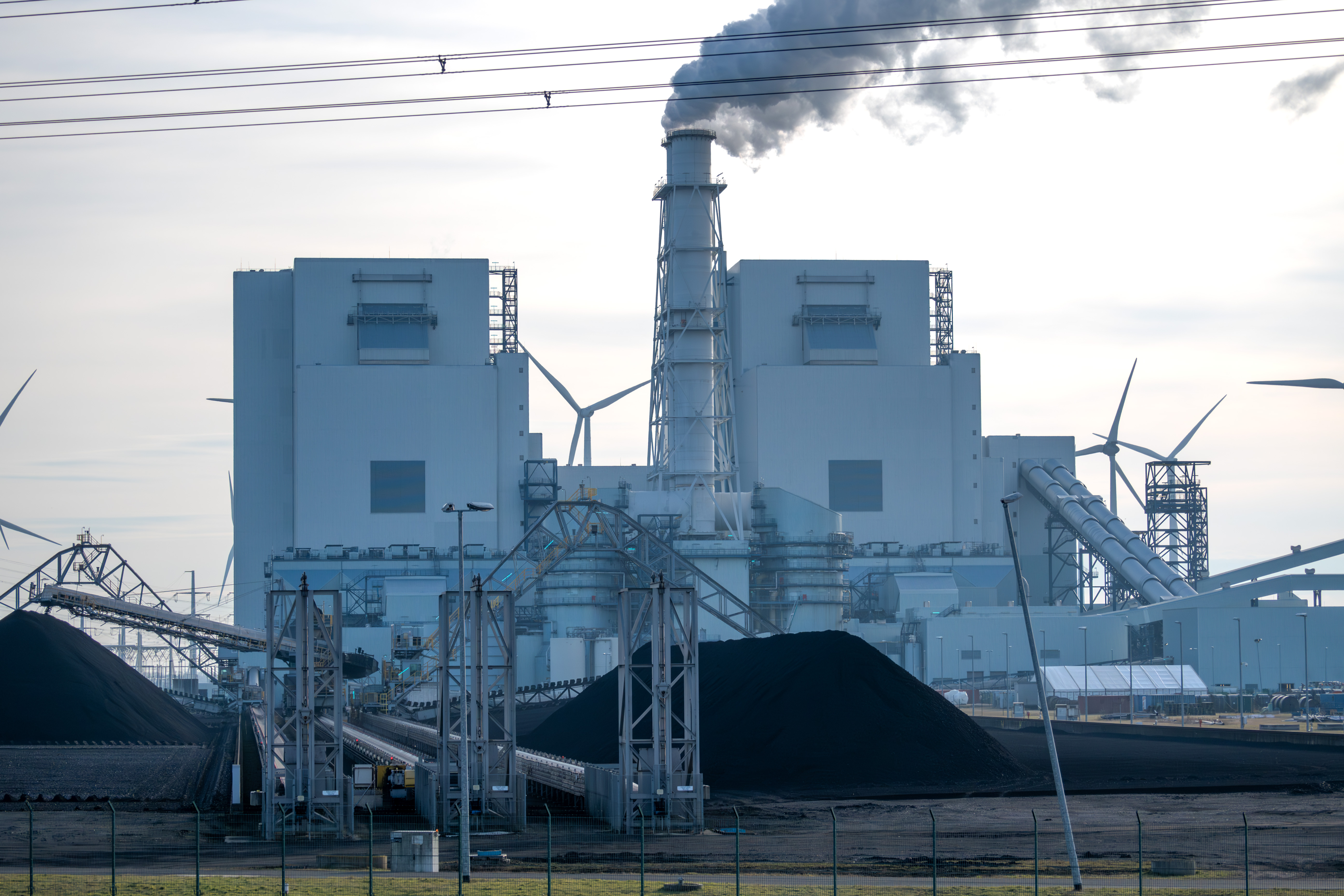
Achterzijde RWE met kolenopslag
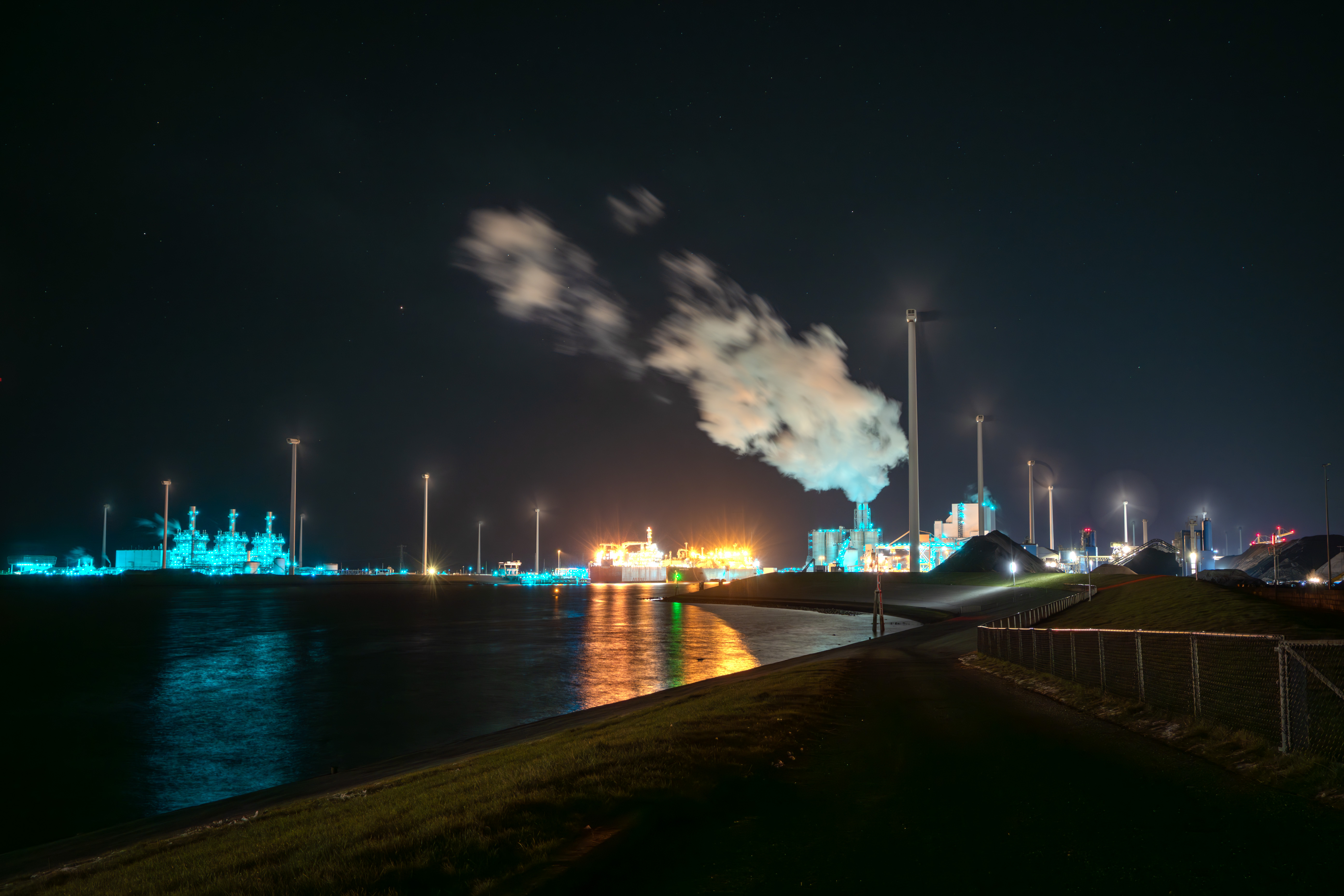
RWE Eemshavencentrale (Rechts) en de RWE Magnumcentrale (Links) geven veel licht af in het donker